# ناكا-كو (هيروشيما)
ناكا-كو هي مدينة تقع في محافظة هيروشيما، اليابان. تبلغ مساحة هذه المدينة 15.34 (كم²)، ويبلغ عدد سكانها 129,925 نسمة حسب إحصاء سنة 2012 م.

## أعلام
- إيتشيرو ناغاي
- جوشن ثوندر ليغر
- كيغي ناكازاوا
- إيزاو كيمورا